# Rue des Lions-Saint-Paul
Rue des Lions-Saint-Paul je ulice v Paříži v historické čtvrti Marais. Nachází se ve 4. obvodu.

## Poloha
Ulice vede od křižovatky s Rue du Petit-Musc a končí na křižovatce s Rue Saint-Paul.

## Historie
Ulice vznikla na místě bývalé aleje v paláci Saint-Pol, která oddělovala obydlí krále na jihu a královny ležící severně. Ulice byla otevřena v letech 1551–1564. Její název upomíná na lvy, kteří byli namalovaní v roce 1364 na hlavní bránu paláce, ve kterém se nacházel zvěřinec Karla V. a Karla VI.

## Zajímavé objekty
- dům č. 3: bývalý palác, ve kterém se scházela fronda (chráněn jako historická památka)
- dům č. 11: bydlela zde Marie de Sévigné
- dům č. 12: hôtel de Launay (chráněn jako historická památka)
- dům č. 18: nárožní věžička (chráněna jako historická památka)